# 卡氏甲胄海葵
卡氏甲胄海葵（学名：Actinostola carlgreni）为甲胄海葵科甲胄海葵属的动物。分布于日本以及中国东海等海域。